# Litoria nannotis
Litoria nannotis és una espècie de granota que viu a Austràlia (nord de Queensland).
Està amenaçada d'extinció per la pèrdua del seu hàbitat natural.